# Liste der Kulturgüter in La Praz
Die Liste der Kulturgüter in La Praz enthält alle Objekte in der Gemeinde La Praz im Kanton Waadt, die gemäss der Haager Konvention zum Schutz von Kulturgut bei bewaffneten Konflikten, dem Bundesgesetz vom 20. Juni 2014 über den Schutz der Kulturgüter bei bewaffneten Konflikten sowie der Verordnung vom 29. Oktober 2014 über den Schutz der Kulturgüter bei bewaffneten Konflikten unter Schutz stehen.
Objekte der Kategorie A sind im Gemeindegebiet nicht ausgewiesen, Objekte der Kategorie B sind vollständig in der Liste enthalten, Objekte der Kategorie C fehlen zurzeit (Stand: 13. Oktober 2021).

## Kulturgüter
| Foto |                                                                                          | Objekt | Kat. | Typ | Standort                      | Beschreibung |
| ---- | ---------------------------------------------------------------------------------------- | --- | ---- | --- | ----------------------------- | ------------ |
| ja   | Datei hochladen · Wikidata zu Cromlech, Megalith-Ensemble unbekannten Datums (Q29890900) | Cromlech, Megalith-Ensemble unbekannter Zeitstellung / Cromlech, ensemble mégalithique date inconnue KGS-Nr.: 14800 | B    | F   | Bois du Chêne 522930 / 167971 |              |